# Saturnus naturliga satelliter

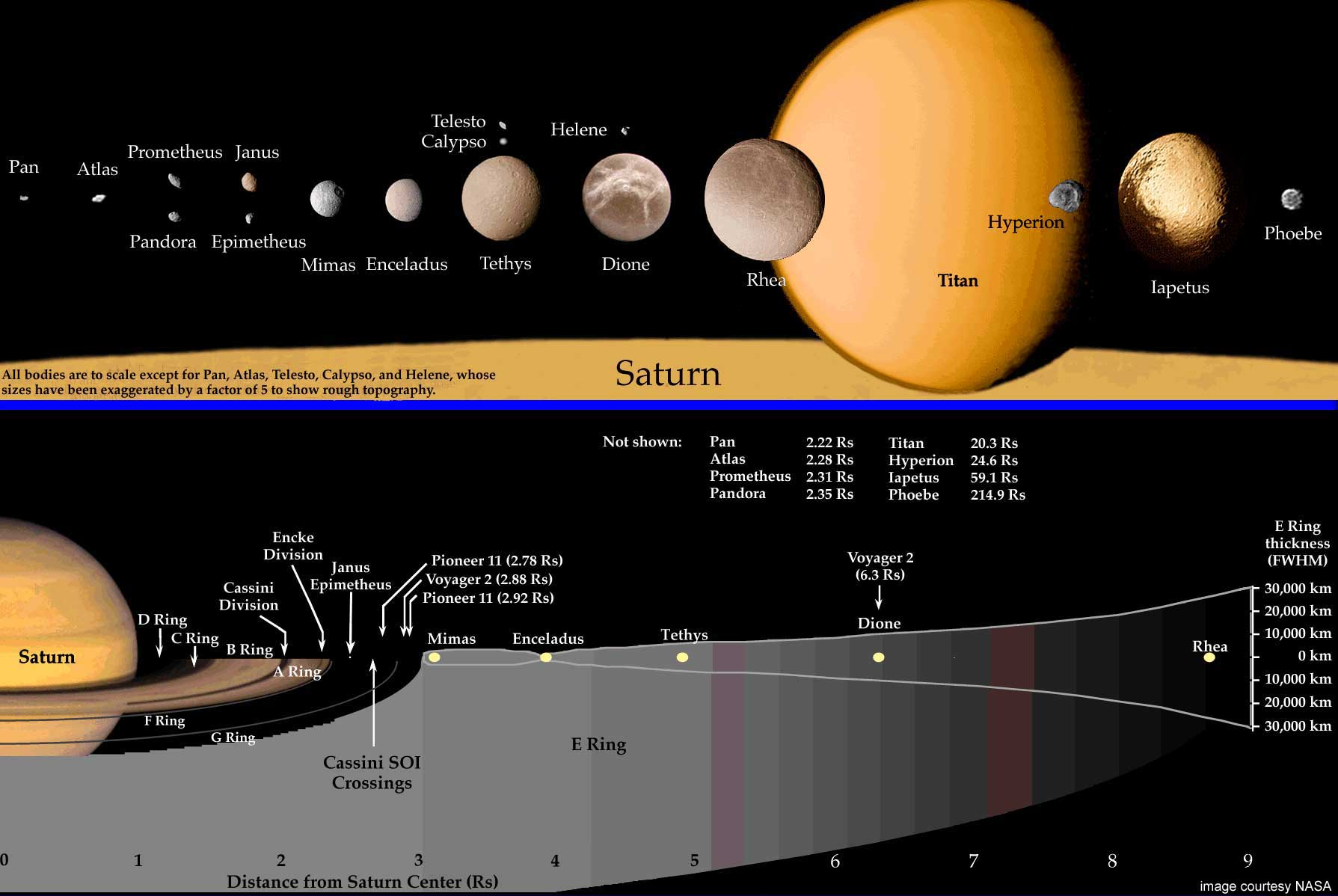
Karta över Saturnus-systemet

Saturnus hade 146 bekräftade månar i juni 2023. I maj 2023 tillskrevs planeten ytterligare 62 månar, och i juni samma år en till och efter att ytterligare 128 månar officiellt erkändes av Internationella Astronomiska Unionen i mars 2025 hade saturnus 274 bekräftade månar.
Den största månen heter Titan och är 5 151 kilometer i diameter.
Tekniskt sett är de myriader av små is- och stenpartiklar som skapar Saturnus system av ringar också månar, och det finns inte någon skarp gräns mellan en liten måne och en stor ringpartikel.

## Upptäckt
Innan rymdresornas tidsålder kände man till nio månar som kretsade kring Saturnus, där matematikern och fysikern Christiaan Huygens upptäckte Titan som den första, och de fyra följande – Dione, Japetus, Rhea och Tethys – upptäcktes av den italiensk-franske astronomen och ingenjören Giovanni Domenico Cassini. 1789 kunde William Herschel lägga till Enceladus och Mimas till listan.
Herschels son, John Herschel, lade 1847 fram ett förslag i sin publikation Astronomical Observations made at the Cape of Good Hope att namnge dessa sju månar efter namn i den grekiska mytologin.
1848 upptäcktes Hyperion av William Lassell samt William Cranch Bond och George Phillips Bond oberoende av varandra.
Då de två rymdsonderna i Voyagerprogrammet 1980 passerade Saturnus sände de bilder tillbaka till jorden som visade inte mindre än nio nya månar. Innan Cassinisonden nådde Saturnussystemet sommaren 2004 och efter att man senare hittat åtta månar inleddes en systematisk eftersökning av Saturnusmånar från observatorier på jorden. Vid denna undersökning fann man tolv dittills okända månar i avstånd långt från Saturnus. Från Mauna Kea-observatoriet har en annan grupp astronomer funnit tolv nya månar.

## Titan

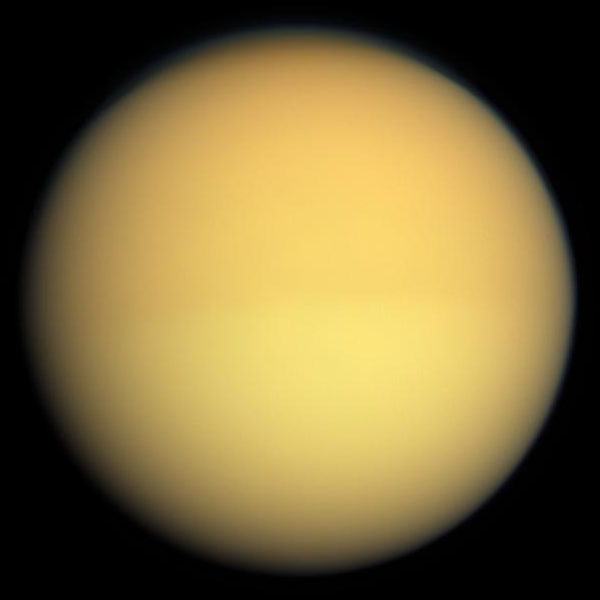
Titan i naturliga färger

Titan är Saturnus största måne och den näst största månen i solsystemet, efter Jupiters måne Ganymedes. Titan upptäcktes den 25 mars 1655 av den nederländske astronomen Christiaan Huygens och var den första satelliten i solsystemet som upptäcktes efter Jupiters galileiska månar. Titan är den enda måne i solsystemet som har en tät atmosfär. Den täta atmosfären har förhindrat närmare studier av månens yta, men för närvarande undersöks Titan av rymdsonden Cassini-Huygens och ny kunskap läggs till hela tiden.
Den 27 juli 2006 meddelade NASA att man funnit sjöar av kolväten vid Titans norra polarregioner.
I mars 2007 meddelades det att rymdsonden Cassini-Huygens tagit bilder på sjöliknande vätske- och kolvätefyllda områden på Titans nordpol.

## Fysiska egenskaper

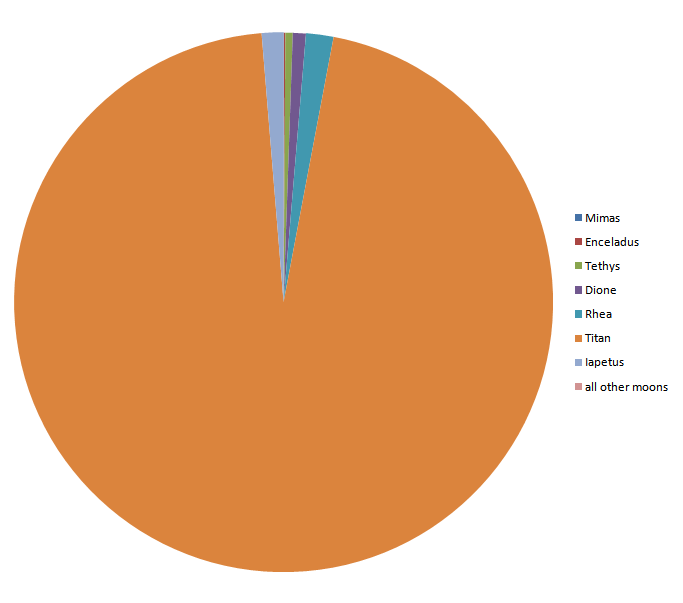
Den relativa massan av Saturnus månar

### Atmosfär på månen Enceladus
2005 gjorde rymdsonden Cassini-Huygens de två första förbiflygningarna den 17 februari samt den 9 mars av månen Enceladus och upptäckte genom en magnetometer att Enceladus hade en atmosfär. Det var första gången Cassini upptäckte en atmosfär sedan den på månen Titan upptäcktes. Forskare tror att det kan vara vulkaner, gejsrar eller gas från månens yta eller inre som har bildat atmosfären, eftersom Enceladus gravitation är för svag för att hålla kvar en atmosfär. Kring Enceladus upptäckte man också att plasma från Saturnus drivs bort av joniserad vattenånga kring månen.

### Ringsystem runt månen Rhea

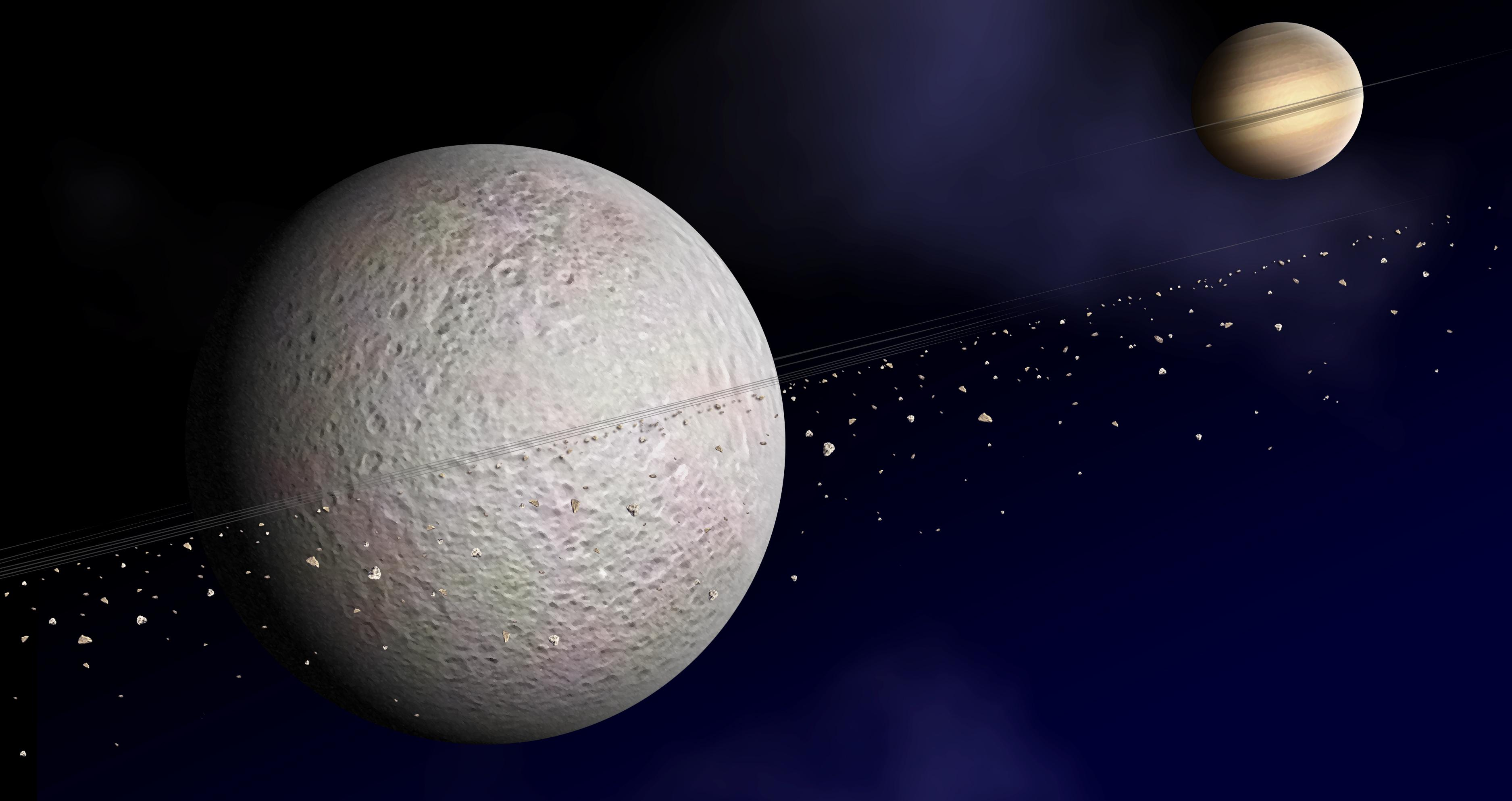
Rheas ringsystem

Ett möjligt ringsystem runt Rhea annonserades den 6 mars 2008 av NASA. Detta skulle i så fall vara den första upptäckten av ringar runt en måne. I november 2005 upptäckte sonden Cassini att Saturnus magnetosfär tycktes förlora energirika elektroner i närheten av Rhea. Ringarna skulle enligt den framlagda hypotesen kunna utgöra en förklaring till dessa observerade förändringar.
En region innehållande damm och större fragment, t.ex. sten eller is, skulle kunna sträcka sig ända ut till Rheas Hillsfär, men tänktes enligt hypotesen snarare vara förtätad till ett område närmare månen, i form av tre smala ringar av hög densitet. Materialet till ringarna skulle i så fall härstamma från Saturnus ringar, och ha fångats in av Rheas gravitation. Ytterligare indicier som stöder ringhypotesen var upptäckten av små fläckar som lyser i blåaktigt ljus, utspridda längs Rheas ekvator (och som då troddes vara nerslagsplatser för material som lämnat sin bana i ringarna).
Emellertid har sedermera inga bevis för några ringar kunnat hittas bland alla de bilder som Cassini har tagit från olika avstånd och ur olika vinklar. I augusti 2010 annonserades att Rhea troligen inte har ringar. Fakta tyder för närvarande på att en annan förklaring till de ursprungliga observationerna i så fall behöver hittas.

## Ålder
Baserat på datorsimulationer verkar många av Saturnus inre månar vara yngre än 100 miljoner år.

## Grupperingar
Även om gränserna inte är helt klara kan man indela Saturnus månar i olika kategorier.

### Planetariska ringar
En planetarisk ring är en måne som kretsar strax innanför eller strax utanför en av Saturnus ringar, och med deras svaga tyngdkraft påverkar omloppsbanan för de partiklar i ringarna som de kommer i närheten av. Bland annat skapar dessa månars inflytelse zoner i ringsystemet där partiklarna inte kan hålla sig stabilt över en längre tid, och dessa zoner ser vi som smala mellanrum, eller gap i ringsystemet. Dessa månar är Atlas, Pan, Pandora, Prometheus, Daphnis och S/2004 S 3.

### Co-orbitala månar
Två av Saturnus månar, Janus och Epimetheus, har nästan en omloppsbana – den ena fullföljer ett omlopp snabbare än den andra, och borde således med jämna mellanrum inhämta den andra, men när de möts nuddar de varandra tätt på kanten vilket gör att de byter omloppsbanor en gång vart fjärde år. Det är det hittills enda kända tillfället då två himmelsgemener byter bana med varandra.

### Inre stora månarna
Dione, Enceladus, Mimas och Tethys färdas alla innanför den ganska tunna E-ringen omkring Saturnus och räknas till en grupp för sig. Trots namnet har det visat sig att ett par små månar, Methone och Pallene, ligger i samma intervall som de stora medlemmarna av denna grupp. I samma område finns också nästa grupp, de trojanska månarna.

### Trojanska månarna
Liksom de så kallade trojanska asteroiderna, som samlas i två klungor omkring Lagrangepunkterna L4 och L5 i förhållande till Jupiters omlopp om solen, hittar man i Saturnus system två exempel på små planeter i samma två lagrangepunkter i förhållande till en större månes omlopp runt Saturnus. I Tethys lagrangepunkter hittar man Telesto (L4) och Calypso (L5) och motsvarande finner man i samma omloppsbana som Dione, de två små månarna Helene (L4) och Polydeuces (L5).

### Yttre stora månarna
Denna grupp håller till utanför E-ringen och omfattar fyra av Saturnus största månar; Hyperion, Japetus, Rhea och Titan. Hyperion, den minsta medlemmen i gruppen, är tämligen irreguljärt formad.

### Inuitgruppen
Inuitgruppen består av fem månar med någorlunda samma avstånd och vinklar till Saturnus. Gruppen består av Kiviuq, Ijiraq, Paaliaq och Siarnaq och Tarqeq. Månarna i denna gruppen har fått namn efter den inuitiska mytologin.

### Nordiska gruppen
En grupp månar som knyts samman av någorlunda samma avstånd och vinklar i förhållande till Saturnus. Den nordiska gruppen omfattar 18 månar, nämligen Mundilfari, Narvi, Phoebe, Skathi, Suttungr, Thrymr, Ymir, Aegir (måne) och Bestla samt månarna med beteckningen S/2004 S 7, och S/2004 S 12. Alla dessa månar har retrograd rörelse vilket betyder att deras omlopp går i motsatt riktning mot Saturnus rotation runt sin egen axel. Namnen inom denna grupp kommer från den nordiska mytologin.

### Den galliska gruppen
Denna grupp omfattar de fyra månarna Albiorix, Erriapo, Tarvos och Bebhionn.
Gruppens gemensamma banelement tyder på ett gemensamt ursprung från en större himlakropp, som brutits sönder.
Observationer efter upptäckten har emellertid avslöjat att den största medlemmen i gruppen, Albiorix, uppvisar två olika färger: en röd nyans som överensstämmer med Erriapo och Tarvos, och en nyans med mindre rött. Det har därför föreslagits att Erriapo och Tarvos kan vara fragment från Albiorix, som lämnat en stor, mindre röd krater efter sig, när de brutits loss.

## Tabell över några av Saturnus månar
Saturnus hade 274 bekräftade månar i mars 2025. Månar vars massa är tillräckligt stor för att ha blivit sfäroida är markerade i ljusblått. Titan, som är av planetstorlek har mörkare markering. Oregelbundna (infångade) månarna är markerade i grått: ljusgrått för månar med direkt rörelse och mörkare grått för månar med retrograd rörelse.
| Nummer | Namn (sfäroida månar i fetstil) | Namn (sfäroida månar i fetstil) | Diameter (km)             | Omloppsbanans halva storaxel (km) | Omloppstid (dag) | Lutning (°) (till Saturnus ekvator) | Position               | Upptäcktsår | Bild |
| ------ | ------------------------------- | ------------------------------- | ------------------------- | --------------------------------- | ---------------- | ----------------------------------- | ---------------------- | ----------- | ---- |
| 1      | XVIII                           | Pan                             | 30 (35 × 35 × 23)         | 133 584                           | +0,57505         | 0,001°                              | i Enckes delning       | 1990        |      |
| 2      | XXXV                            | Daphnis                         | 6 − 8                     | 136 505                           | +0,59408         | ≈ 0°                                | i Keeler Gap           | 2005        |      |
| 3      | XV                              | Atlas                           | 31 (46 × 38 × 19)         | 137 670                           | +0,60169         | 0,003°                              | yttre herde i A-ringen | 1980        |      |
| 4      | XVI                             | Prometheus                      | 86 (119 × 87 × 61)        | 139 380                           | +0,61299         | 0,008°                              | inre herde i F-ringen  | 1980        |      |
| 5      | XVII                            | Pandora                         | 81 (103 × 80 × 64)        | 141 720                           | +0,62850         | 0,050°                              | yttre herde i F-ringen | 1980        |      |
| 6      | XI                              | Epimetheus                      | 113 (135 × 108 × 105)     | 151 422                           | +0,69433         | 0,335°                              | coorbital              | 1980        |      |
| 7      | X                               | Janus                           | 179 (193 × 173 × 137)     | 151 472                           | +0,69466         | 0,165°                              | coorbital              | 1966        |      |
| 8      | I                               | Mimas                           | 397 (415 × 394 × 381)     | 185,404                           | +0,942422        | 1,566°                              |                        | 1789        |      |
| 9      | XXXII                           | Methone                         | 3                         | 194 440                           | +1,00957         | 0,007°                              |                        | 2004        |      |
| 10     | XXXIII                          | Pallene                         | 4                         | 212 280                           | +1,15375         | 0,181°                              |                        | 2004        |      |
| 11     | II                              | Enceladus                       | 504 (513 × 503 × 497)     | 237 950                           | +1,370218        | 0,010°                              | i E-ringen             | 1789        |      |
| 12     | III                             | Tethys                          | 1066 (1081 × 1062 × 1055) | 294 619                           | +1,887802        | 0,168°                              |                        | 1684        |      |
| 12a    | XIII                            | Telesto                         | 24 (29 × 22 × 20)         | 294 619                           | +1,887802        | 1,158°                              | trojan före Tethys     | 1980        |      |
| 12b    | XIV                             | Calypso                         | 21 (30 × 23 × 14)         | 294 619                           | +1,887802        | 1,473°                              | trojan efter Tethys    | 1980        |      |
| 15     | IV                              | Dione                           | 1123 (1128 × 1122 × 1121) | 377 396                           | +2,736915        | 0,002°                              |                        | 1684        |      |
| 15a    | XII                             | Helene                          | 33 (36 × 32 × 30)         | 377 396                           | +2,736915        | 0,212°                              | trojan före Dione      | 1980        |      |
| 15b    | XXXIV                           | Polydeuces                      | 3,5                       | 377 396                           | +2,736915        | 0,177°                              | trojan efter Dione     | 2004        |      |
| 18     | V                               | Rhea                            | 1529 (1535 × 1525 × 1526) | 527 108                           | +4,518212        | 0,327°                              |                        | 1672        |      |
| 19     | VI                              | Titan                           | 5151                      | 1 221 930                         | +15,94542        | 1,634°                              |                        | 1655        |      |
| 20     | VII                             | Hyperion                        | 292 (360 × 280 × 225)     | 1 481010                          | +21,27661        | 0,568°                              |                        | 1848        |      |
| 21     | VIII                            | Iapetus                         | 1472 (1494 × 1498 × 1425) | 3 560 820                         | +79,3215         | 7,570°                              |                        | 1671        |      |
| 22     | XXIV                            | Kiviuq                          | ~16                       | 11 294 800                        | +448,16          | 49,087°                             | Inuitgruppen           | 2000        |      |
| 23     | XXII                            | Ijiraq                          | ~12                       | 11 355 316                        | +451,77          | 50,212°                             | Inuitgruppen           | 2000        |      |
| 24     | IX                              | Phoebe                          | 220 (230 × 220 × 210)     | 12 869 700                        | -545,09          | 173,047°                            | Nordiska gruppen       | 1899        |      |
| 25     | XX                              | Paaliaq                         | ~22                       | 15 103 400                        | +692,98          | 46,151°                             | Inuitgruppen           | 2000        |      |
| 26     | XXVII                           | Skathi                          | ~8                        | 15 672 500                        | -732,52          | 149,084°                            | Nordiska gruppen       | 2000        |      |
| 27     | XXVI                            | Albiorix                        | ~32                       | 16 266 700                        | +774,58          | 38,042°                             | Galliska gruppen       | 2000        |      |
| 28     | XXXVII                          | Bebhionn                        | ~6                        | 17 153 520                        | +838,77          | 40,484°                             | Galliska gruppen       | 2004        |      |
| 29     | XXVIII                          | Erriapo                         | ~10                       | 17 236 900                        | +844,89          | 38,109°                             | Galliska gruppen       | 2000        |      |
| 30     | XLVII                           | Skoll                           | ~6                        | 17 473 800                        | -862,37          | 155,624°                            | Nordiska gruppen       | 2006        |      |
| 31     | XXIX                            | Siarnaq                         | ~40                       | 17 776 600                        | +884,88          | 45,798°                             | Inuitgruppen           | 2000        |      |
| 32     |                                 | S/2004 S 13                     | ~6                        | 18 056 300                        | -905,85          | 167,379°                            | Nordiska gruppen       | 2004        |      |
| 33     |                                 | Greip                           | ~6                        | 18 065 700                        | -906,56          | 172,666°                            | Nordiska gruppen       | 2006        |      |
| 34     | XLIV                            | Hyrrokkin                       | ~8                        | 18 168 300                        | -914,29          | 153,272°                            | Nordiska gruppen       | 2006        |      |
| 35     |                                 | Jarnsaxa                        | ~6                        | 18 556 900                        | -943,78          | 162,861°                            | Nordiska gruppen       | 2006        |      |
| 36     | XXI                             | Tarvos                          | ~15                       | 18 562 800                        | +944,23          | 34,679°                             | Galliska gruppen       | 2000        |      |
| 37     | XXV                             | Mundilfari                      | ~7                        | 18 725 800                        | -956,70          | 169,378°                            | Nordiska gruppen       | 2000        |      |
| 38     |                                 | S/2006 S 1                      | ~6                        | 18 930 200                        | -972,41          | 154,232°                            | Nordiska gruppen       | 2006        |      |
| 39     |                                 | S/2004 S 17                     | ~4                        | 19 099 200                        | -985,45          | 166,881°                            | Nordiska gruppen       | 2004        |      |
| 40     | XXXVIII                         | Bergelmir                       | ~6                        | 19 104 000                        | -985,83          | 157,384°                            | Nordiska gruppen       | 2004        |      |
| 41     | XXXI                            | Narvi                           | ~7                        | 19 395 200                        | -1008,45         | 137,292°                            | Nordiska gruppen       | 2003        |      |
| 42     | XXIII                           | Suttungr                        | ~7                        | 19 579 000                        | -1022,82         | 174,321°                            | Nordiska gruppen       | 2000        |      |
| 43     | XLIII                           | Hati                            | ~6                        | 19 709 300                        | -1033,05         | 163,131°                            | Nordiska gruppen       | 2004        |      |
| 44     |                                 | S/2004 S 12                     | ~5                        | 19 905 900                        | -1048,54         | 164,042°                            | Nordiska gruppen       | 2004        |      |
| 45     | XL                              | Farbauti                        | ~5                        | 19 984 800                        | -1054,78         | 158,361°                            | Nordiska gruppen       | 2004        |      |
| 46     | XXX                             | Thrymr                          | ~7                        | 20 278 100                        | -1078,09         | 174,524°                            | Nordiska gruppen       | 2000        |      |
| 47     | XXXVI                           | Aegir                           | ~6                        | 20 482 900                        | -1094,46         | 167,425°                            | Nordiska gruppen       | 2004        |      |
| 48     | XXXIX                           | Bestla                          | ~7                        | 20 570 000                        | -1101,45         | 147,395°                            | Nordiska gruppen       | 2004        |      |
| 49     |                                 | S/2004 S 7                      | ~6                        | 20 576 700                        | -1101,99         | 165,596°                            | Nordiska gruppen       | 2004        |      |
| 50     |                                 | S/2006 S 3                      | ~6                        | 21 076 300                        | -1142,37         | 150,817°                            | Nordiska gruppen       | 2006        |      |
| 51     | XLI                             | Fenrir                          | ~4                        | 21 930 644                        | -1212,53         | 162,832°                            | Nordiska gruppen       | 2004        |      |
| 52     | XLVIII                          | Surtur                          | ~6                        | 22 288 916                        | -1242,36         | 166,918°                            | Nordiska gruppen       | 2006        |      |
| 53     | XLV                             | Kari                            | ~7                        | 22 321 200                        | -1245,06         | 148,384°                            | Nordiska gruppen       | 2006        |      |
| 54     | XIX                             | Ymir                            | ~18                       | 22 429 673                        | -1254,15         | 172,143°                            | Nordiska gruppen       | 2000        |      |
| 55     | XLVI                            | Loge                            | ~6                        | 22 984 322                        | -1300,95         | 166,539°                            | Nordiska gruppen       | 2006        |      |
| 56     | XLII                            | Fornjot                         | ~6                        | 24 504 879                        | -1432,16         | 167,886°                            | Nordiska gruppen       | 2004        |      |